# Ceamurlia de Jos
Ceamurlia de Jos – wieś w Rumunii, w okręgu Tulcza, w gminie Ceamurlia de Jos. W 2011 roku liczyła 1090 mieszkańców.